# Мегді Ага Мохаммеді
Мегді Ага Мохаммеді (перс. مهدی آقا محمدی; Іран) — іранський футболіст, півзахисник.

## Життєпис
Мегді Ага Мохаммеді розпочав свою кар'єру в клубі «Гома» у 2007 році, в складі якого зіграв 25 матчів та відзначився 1 голом. З 2008 по 2010 роки виступав у клубах «Абумослем» (15 матчів, 1 гол) та «Тарбіад» (Єзд) (24 матч, 1 гол) з Ліги Азадеган. З 2010 по 2011 роки перебував на контракті у клубі ПАС, але в його складі в іранському чемпіонаті провів усього 3 матчі. Сезон 2011/12 років провів у клубі «Алюмініум Гормозган». У 2012 році перейшов до «Нафт Тегеран», але в футболці столичного клубу зіграв лише 1 матч. Сезон 2013/14 років провів у клубі «Аль-Бадр» (3 поєдинки).

## Статистика виступів
| Клубні виступи    | Клубні виступи        | Клубні виступи    | Ліга  | Ліга | Кубок       | Кубок       | Континентальний | Континентальний | Загалом | Загалом |
| Сезон             | Клуб                  | Ліга              | Матчі | Голи | Матчі       | Голи        | Матчі           | Голи            | Матчі   | Голи    |
| Іран              | Іран                  | Іран              | Ліга  | Ліга | Кубок Хазфі | Кубок Хазфі | Азія            | Азія            | Загалом | Загалом |
| ----------------- | --------------------- | ----------------- | ----- | ---- | ----------- | ----------- | --------------- | --------------- | ------- | ------- |
| 2007–08           | «Гома» (Тегеран)      | Дивізіон 1        | 25    | 1    |             |             | -               | -               |         |         |
| 2009–09           | «Абумослем»           | Про Ліга          | 15    | 1    | 1           | 0           | -               | -               | 16      | 1       |
| 2009–10           | «Тарбіад» (Єзд)       | Дивізіон 1        | 24    | 1    |             |             | -               | -               |         |         |
| 2010–11           | ПАС                   | Про Ліга          | 3     | 0    | 1           | 0           | -               | -               | 4       | 0       |
| 2011–12           | «Алюмініум Гормозган» | Дивізіон 1        |       |      |             |             | -               | -               |         |         |
| 2011–12           | «Нафт Тегеран»        | Про Ліга          | 0     | 0    | 0           | 0           | -               | -               | 0       | 0       |
| Усього за кар'єру | Усього за кар'єру     | Усього за кар'єру | 67    | 3    |             |             | 0               | 0               |         |         |

- Гольові передачі

| Сезон   | Команда | Асисти |
| ------- | ------- | ------ |
| 2010–11 | ПАС     | 1      |